# برج نلسون

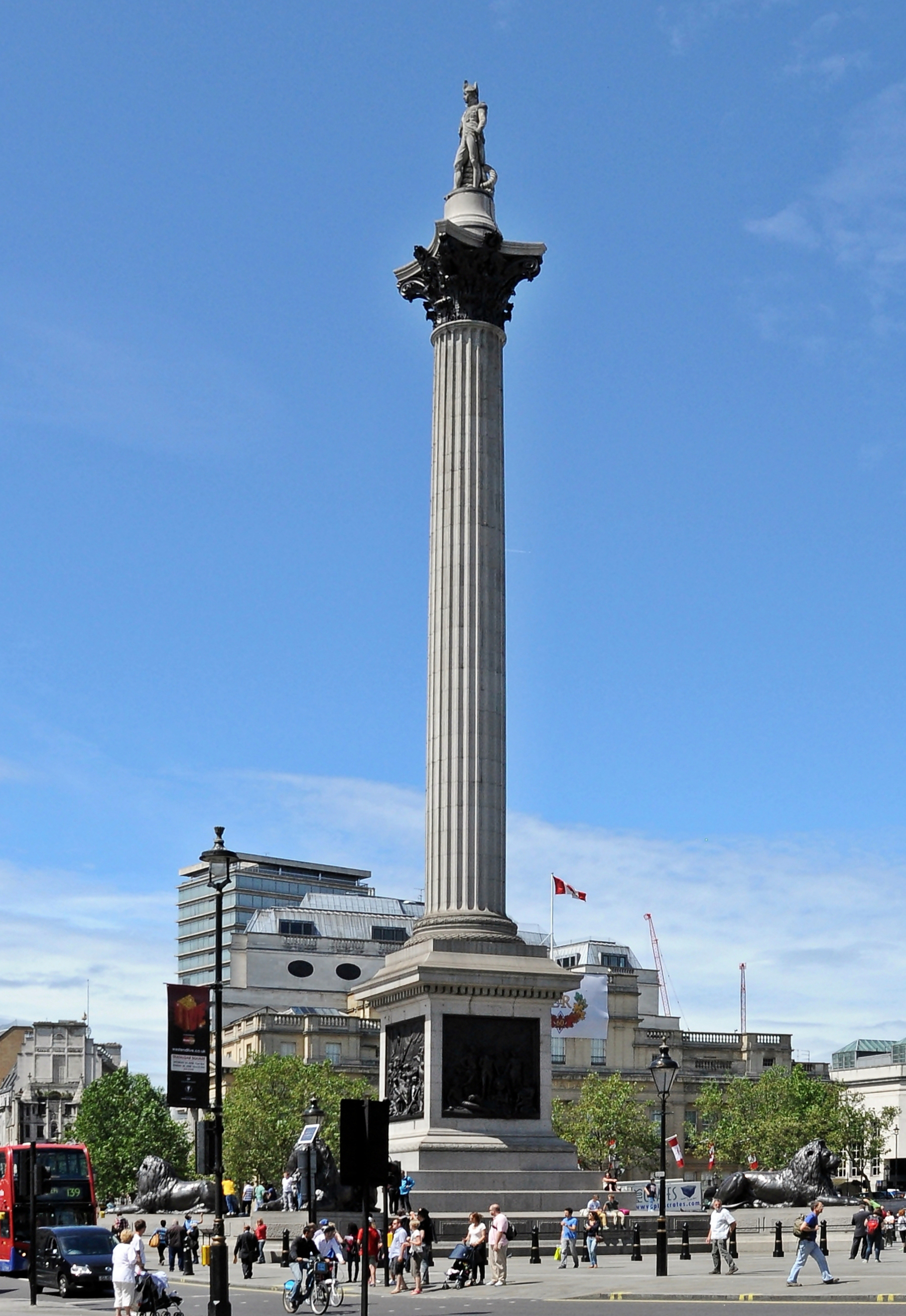
برج نلسون در میدان ترافالگار

برج نلسون یک یادمان از دریادار هوریشیو نلسون در میدان ترافالگار در مرکز شهر لندن است.